# Убийство Карины Залесовой

Карина Залесова

Убийство Кари́ны Зале́совой произошло 28 августа 2015 года в Новосибирске. Шестнадцатилетняя девушка была найдена мёртвой в одном из коттеджей Первомайского района города. Как было установлено в ходе следствия, Марк Коньков, которому в тот день исполнилось 16 лет, под надуманным предлогом вынудил Карину приехать в частный дом, принадлежащий его родителям. Подросток нанёс девушке около 25 ножевых ранений, в том числе в шею, в результате чего она скончалась.
Коньков был задержан на месте преступления, первоначально ему была избрана мера пресечения в виде заключения под домашний арест, однако спустя некоторое время подозреваемого заключили под стражу. По итогам трёх судебно-психиатрических экспертиз подросток был признан ограниченно вменяемым. Судебное следствие по делу длилось с июня по октябрь 2016 года; 31 октября 2016 года Первомайский районный суд Новосибирска приговорил подростка к 9 годам лишения свободы, 13 февраля 2017 года Новосибирский областной суд подтвердил это решение.
Дело вызвало широкий общественный резонанс, были высказаны опасения насчёт того, что Коньков сможет избежать ответственности благодаря связям и материальному положению своего отца. Расследование и последовавший за ним суд сопровождались митингами и акциями в ряде городов России, участники которых потребовали от правоохранительных органов объективного расследования произошедшего.

## Предыстория

### Личность преступника
Марк Игоревич Коньков родился 28 августа 1999 года. Отец — Игорь Евгеньевич Коньков, крупный новосибирский бизнесмен, владелец 11 компаний, занимающихся обработкой металлов и строительством, генеральный директор ООО «Техсталь», являющегося головным предприятием. По состоянию на 2015 год выручка завода составляла более 600 миллионов рублей в год. Мать — Наталья Конькова, практикующий психолог. СМИ также сообщали о дяде Марка — Александре Конькове, эксперте-политологе, руководителе отдела Аналитического центра при Правительстве Российской Федерации, преподававшем в Московском государственном университете и Финансовом университете при Правительстве Российской Федерации. В семье всего было пятеро детей.
Учился Марк в средней школе № 162 Новосибирска. На судебном процессе по делу об убийстве Залесовой родственники подростка характеризовали его положительно, учителя же давали ему противоречивые характеристики; согласно источнику интернет-журнала «Сиб.фм» в прокуратуре Советского района Новосибирска, Коньков неоднократно оскорблял и избивал одноклассников, однако сотрудники учебного заведения не передавали правоохранительным органам информацию об этом. Отец убитой девушки Сергей Залесов впоследствии высказал противоположную точку зрения, заявив, что учителя «не раз сигнализировали о поведении подростка». «Они, наоборот, молодцы: сказали всё честно, хотя могли прикинуться дурачками и заявить, что они ничего не знали, что он был такой хороший», — рассказывал мужчина в интервью радиостанции «Комсомольская правда».
Радиостанция «Вести FM» приводила слова друга Конькова, ссылаясь на интервью, данное им одной из радиостанций Новосибирска. В данном интервью молодой человек рассказывал, что Марк иногда говорил о самоубийстве и желании кого-нибудь убить. Подросток не воспринимал слова приятеля всерьёз и никогда не думал, что тот способен на подобное преступление.

### Взаимоотношения Конькова и Залесовой
Карина Залесова была единственным ребёнком в семье, на момент событий августа 2015 года ей было 16 лет. В средней школе училась на «отлично», летом 2015 года успешно сдала экзамены Государственной итоговой аттестации. Поскольку Карина после окончания средней школы планировала поступить в медицинский вуз, родители перевели её в школу № 23 в Калининском районе Новосибирска, где существовал химико-биологический класс. Занятия в новой школе Залесова должна была начать посещать в сентябре 2015 года.
Марк Коньков и Карина Залесова познакомились на дне рождения своей общей знакомой примерно за два года до августовских событий 2015 года. Девушка пришла поздравить подругу, а Конькова на праздник привёл друг. По словам бабушки Залесовой, при знакомстве на Карину произвёл сильное впечатление ум Марка, в особенности она отмечала тот факт, что подросток «перечитал всего Достоевского».
Спустя некоторое время Марк и Карина начали встречаться, подросток неоднократно приходил домой к девушке, был знаком с её родителями. «Начитанный, умный, умеет вести беседу, не терялся в разговоре с нами, взрослыми», — описывал Конькова Сергей Залесов. В определённый момент отношения между подростками ухудшились: в переписке Марк неоднократно угрожал девушке, однако та никому не рассказывала об этом. «А потом он исчез, мы стали замечать, что Карина переживает, на глазах через раз слезы», — рассказывал отец Залесовой. По словам крёстной Карины Марины Гребенкиной, в отношении девушки у Конькова всегда была агрессия. «Родители всерьёз не воспринимали это, как-то мама хотела позвонить и поговорить с родителями Марка, но Карина отговорила её, пообещав больше с ним не общаться», — рассказывала бабушка школьницы.
По данным следователей, Конькова побудили совершить убийство Залесовой «личные неприязненные отношения». В СМИ было высказано предположение, что Марк ревновал Карину «к сопернику». Впоследствии в ходе судебного разбирательства Коньков признался, что «захотел убить и убил».

## Убийство

Первомайский район (выделен красным) на схеме административно-территориального деления Новосибирска

28 августа 2015 года, около 14:30 по местному времени Карина Залесова вместе с отцом присутствовала на перекличке в новой школе. «В этот день она не собиралась гулять, мы семьей хотели отмечать, что она перешла в новую школу, но утром ей кто-то звонил, и она сказала, что пойдет погулять ненадолго на площадь Калинина, часов в шесть вечера будет дома», — вспоминал Сергей Залесов.
В ходе расследования было установлено, что девушке позвонил Марк Коньков, которому в этот день исполнилось 16 лет, и вынудил её «под надуманным предлогом» приехать в коттедж в Первомайском районе Новосибирска, принадлежавший его семье. К моменту приезда Карины в доме также находилась няня, ухаживавшая за младшим братом Марка. По словам отца Залесовой, в 17:00 её мобильный телефон ещё работал, но она его не брала, однако в 18:00 аппарат был выключен.
По версии следствия, оказавшись на втором этаже дома, Залесова подверглась нападению со стороны Конькова. Подросток нанёс девушке не менее 12 ножевых ранений в шею и около 13 по лицу и рукам; также Марк не менее четырёх раз ударил Карину кулаком и статуэткой.
Сергей Залесов впоследствии утверждал, что около 18:12 Коньков звонил своему другу с телефона убитой, при этом отмечая, что подростку пришлось поднести аппарат к ладони девушки, поскольку на нём была установлена система снятия блокировки через отпечаток пальца. Впоследствии слова отца Карины подтвердились: друг Марка рассказывал, что в тот вечер Коньков позвонил ему и начал описывать произошедшее.
После того, как Карина не вернулась домой в обещанное время, родители стали волноваться. «В 20:00 позвонили в скорую, в 21:30 — в 02. В 22:30 к нам приехала полиция, посмотрели её паспорт и сказали, что она найдена мёртвой в Первомайском районе. Сказали: ждите, к вам приедет Следственный комитет», — описывал события того вечера Сергей Залесов.
Согласно утверждениям родителей Марка, произошедшее было попыткой двойного самоубийства: после смерти Залесовой подросток якобы пытался повеситься. «Благодаря тому, что я ему сделал искусственное дыхание, мой сын живой. Причём он говорит: „А зачем ты меня [спас], я не хочу жить!“ <…> [Погибшая девушка] участвовала в этом так или иначе», — рассказывал Игорь Коньков в интервью новосибирскому изданию «НГС Новости».

## Следствие
Марк Коньков был задержан на месте происшествия, после допроса ему было предъявлено обвинение в совершении убийства. 29 августа 2015 года подростка доставили в Первомайский районный суд Новосибирска для избрания меры пресечения. Следственные органы ходатайствовали об аресте подозреваемого, однако судья Елена Лахина не нашла оснований для принятия такого решения и постановила поместить Конькова под домашний арест. «У суда была неполная информация, потому что убийство было совершено 28-го, а суд был 29-го. То есть следствие просто не успело полностью предоставить информацию, которая бы говорила, что данного человека необходимо содержать под стражей, другая мера пресечения была бы невозможна», — комментировал ситуацию представлявший интересы семьи Залесовой адвокат Виталий Огнев.
Решение Первомайского районного суда было обжаловано представителями Следственного комитета Российской Федерации. 9 сентября 2015 года апелляционная коллегия Новосибирского областного суда рассмотрела жалобу и постановила сменить Конькову меру пресечения на заключение под стражу сроком на два месяца, после чего подросток был арестован прямо в зале суда. Впоследствии срок содержания подозреваемого под арестом неоднократно продлевался: 19 октября 2015 года он был продлён до 29 февраля 2016 года, 21 января 2016 года — до 29 июня 2016 года, а 15 июня 2016 года — до 26 декабря 2016 года.
Конькову была назначена комплексная стационарная психолого-психиатрическая экспертиза. Исследование проводилось в Новосибирске и длилось несколько недель, однако не дало никаких результатов. Для прохождения повторной экспертизы подросток был направлен в Государственный научный центр социальной и судебной психиатрии имени В. П. Сербского, однако и она не дала окончательного заключения о психическом состоянии Марка. В январе 2016 года было принято решение провести в Институте третью, более углублённую экспертизу, с привлечением дополнительных специалистов, в том числе сексолога.
В конце марта 2016 года стало известно, что по результатам экспертизы Коньков признан ограниченно вменяемым. Специалисты пришли к выводу, что молодой человек страдает шизотипическим расстройством, а также имеет вероятную склонность к садизму. 23 апреля подозреваемого перевели в новосибирское СИЗО № 1.
В апреле 2016 года следствие ужесточило обвинение Конькову. Если ранее подростку вменялось в вину убийство, то теперь он был обвинён в совершении преступления, предусмотренного пунктом «д» части 2 статьи 105 Уголовного кодекса Российской Федерации («убийство, совершённое с особой жестокостью»). 24 апреля стало известно, что в рамках гражданского судопроизводства с учётом заявленного родственниками Залесовой иска и в его обеспечение было арестовано имущество семьи Коньковых, в том числе объекты недвижимости, земельный участок и автомобили.
13 мая 2016 года было объявлено, что отдел по расследованию особо важных дел Следственного управления Следственного комитета РФ по Новосибирской области завершил предварительное расследование дела. «В ходе расследования уголовного дела допрошено большое количество свидетелей, в том числе сверстники, одноклассники и педагоги обвиняемого и потерпевшей, произведены многочисленные осмотры и следственный эксперимент, получены результаты различных экспертиз», — сообщили в ведомстве. 1 июня 2016 года заместитель прокурора Новосибирской области Сергей Медведев утвердил обвинительное заключение по делу, вскоре оно было передано для рассмотрения по существу в Первомайский районный суд Новосибирска.

## Суд
15 июня 2016 года в Первомайском районном суде состоялось первое предварительное слушание по делу об убийстве Залесовой. В ходе заседания, которое длилось около часа, судья Геннадий Громов принял решение проводить разбирательство в закрытом режиме. По словам матери Карины, во время перерыва защитник обвиняемого и подсудимый переговаривались и смеялись.
27 июня 2016 года началось рассмотрение дела по существу. Перед началом заседания в здании суда и рядом с ним скопилось значительное количество людей, желавших присутствовать на слушаниях; среди них были и общественные активисты, пришедшие поддержать родственников Карины Залесовой. «При этом, по сообщению судебных приставов, стало известно, что некоторыми лицами высказывались в адрес подсудимого, его родственников, а также в адрес адвоката различного рода оскорбления, что ставило под угрозу срыва проведение самого судебного заседания. Кроме того, как стало известно от судебных приставов, в этот период времени, один из посетителей прибыл в здание суда, имея при себе баллончик со слезоточивым газом», — впоследствии комментировал ситуацию в ответе на запрос радиостанции «Комсомольская правда» судья Геннадий Громов. В связи со сложившейся ситуацией общественных активистов и часть родственников потерпевшей стороны попросили покинуть здание суда. Заседание началось в 11:00 по местному времени и продлилось более трёх часов. Был произведён допрос матери Залесовой, который был прерван отцом Конькова, застучавшим кулаками по столу со словами: «Когда она уже заткнётся, надоела со своей ненавистью». Сам подсудимый в ходе слушаний частично признал свою вину.
Интересы Конькова на процессе представляла адвокат Ирина Нохрина, потерпевших представляли защитники Денис Садовский и Виталий Огнев. Линия защиты Конькова была основана на том, что он совершил убийство «без признаков жестокости»; Нохрина утверждала, что «заранее убийство Карины Залесовой не планировал, все произошло спонтанно». «Он изначально нанёс ей удар ножом в область шеи и был уверен, что она умрёт сразу от первого удара», — рассказывала защитник. По её мнению, остальные ранения девушке подсудимый нанёс «с целью скорейшего причинения смерти, чтобы она не мучилась». Отец Марка продолжал настаивать на версии о том, что произошедшее было попыткой двойного суицида.
В ходе последующих заседаний суд ознакомился с доказательствами по делу, а также с показаниями около 50 свидетелей. Непосредственно на слушаниях было допрошено около 10 человек, среди которых были дальняя родственница семьи Коньковых, работавшая в их семье няня, а также двое сотрудников полиции и врач, прибывшие на место преступления по вызову; остальные свидетели в суд вызваны не были, их показания были зачитаны. Так, няня, находившаяся в этот момент в доме вместе с младшим братом Марка, сообщила, что не слышала криков о помощи, что подтвердилось в ходе следственного эксперимента. 22 июля 2016 года допрос основных свидетелей был завершён, суд приступил к изучению письменных материалов дела. 30 августа были допрошены все свидетели по делу.
На заседании 17 октября состоялся допрос Конькова, в ходе которого подсудимый вновь частично признал вину и опроверг версию двойного суицида. Подросток ответил только на вопросы своего защитника, не стал отвечать на вопросы стороны государственного обвинителя. 18 октября прошли судебные прения, в ходе которых государственное обвинение попросило для подсудимого 9,5 лет лишения свободы в колонии. Позиция защиты не изменилась: адвокат Ирина Нохрина попросила у суда «менее строгое наказание».

### Приговор
31 октября 2016 года состоялось заключительное заседание по делу об убийстве Залесовой. Было заслушано последнее слово подсудимого, после чего суд вынес приговор. Марк Коньков был признан виновным в совершении убийства и приговорён к наказанию в виде 9 лет лишения свободы с отбыванием наказания в воспитательной колонии. Судья также назначил подростку принудительную меру медицинского характера в виде амбулаторного лечения у психиатра по месту отбывания наказания. Помимо прочего, суд удовлетворил материальные требования потерпевшей стороны и взыскал в счёт возмещения морального вреда два миллиона рублей в пользу родителей Карины, а также около 300 тысяч рублей в качестве компенсации за расходы на погребение убитой. После оглашения приговора в адрес Конькова прозвучали ругательства со стороны общественных активистов, сотрудники правоохранительных органов задержали двоих из них.
22 ноября 2016 года стало известно, что решение суда было оспорено обеими сторонами процесса. Как пояснил адвокат Денис Садовский, родственники Залесовой продолжают настаивать на более суровом наказании, а защита Конькова просит отменить приговор и направить дело на новое рассмотрение.
9 февраля 2017 года в Новосибирском областном суде началось рассмотрение апелляционных жалоб сторон; Коньков, находившийся в следственном изоляторе, предстал перед судом по видеосвязи. «Суд формально учёл в качестве смягчающего обстоятельства раскаяние подсудимого, но фактически раскаяния, конечно, не было», — отмечала прокурор отдела государственных обвинителей прокуратуры Новосибирской области Анжелика Егорова. 13 февраля 2017 года судебная коллегия постановила оставить приговор подростку без изменения, при этом в него были внесены некоторые формальные изменения, в частности, было исключено из смягчающих обстоятельств раскаяние в содеянном; решение вступило в законную силу.
Поскольку 28 августа 2017 года Конькову исполнилось 18 лет, он был переведён из воспитательной колонии в исправительную колонию № 3 ГУ ФСИН России по Новосибирской области.
2 ноября 2017 года Новосибирский областной суд отменил часть приговора Конькову, касающуюся взыскания денежных средств в счёт возмещения морального вреда с родителей преступника. Решение было направлено на новое рассмотрение в Первомайский районный суд Новосибирска.
В конце декабря 2017 стало известно, что сотрудниками следственного отдела по Первомайскому району Новосибирска СУ СКР по Новосибирской области начата проверка по факту получения Коньковым телесных повреждений в исправительной колонии; СМИ сообщили, что 20 декабря Коньков выстрелил себе в грудную клетку из самодельного оружия, но остался жив. 

## Общественный резонанс

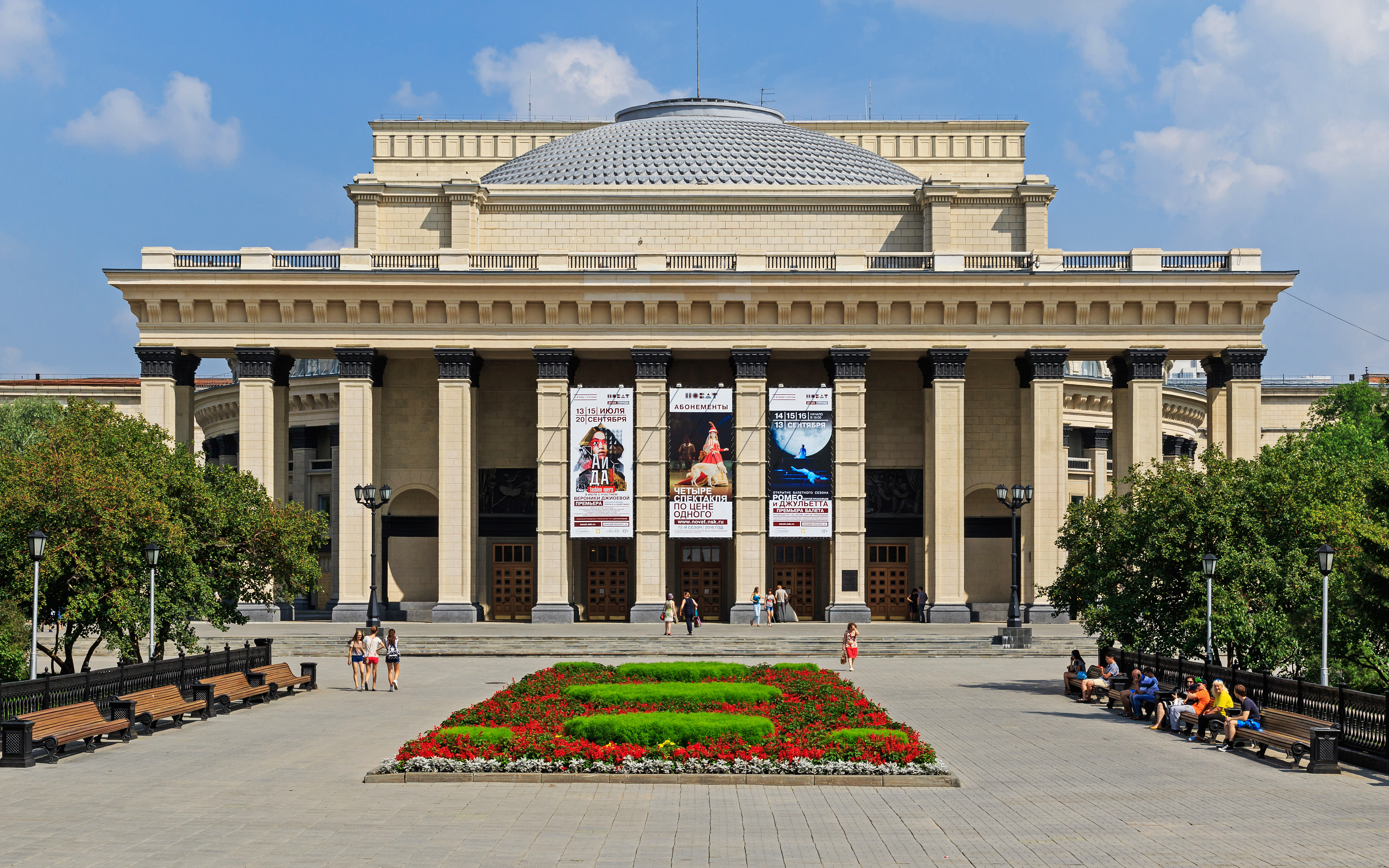
Площадь Ленина в Новосибирске

Дело привлекло к себе внимание общественности после того, как Первомайский районный суд Новосибирска принял решение о заключении Конькова под домашний арест. «Решение судьи Елены Лахиной стало тонкой гранью, за которой открылась бездна общественного помешательства», — писал впоследствии в своей статье в «Новой газете» журналист Юрий Тригубович. Были озвучены опасения, что дело «могут замять из-за связей и денег родителей обвиняемого». Депутат Государственной думы, секретарь генсовета партии «Единая Россия» Сергей Неверов заявил, что намерен проследить за ходом расследования произошедшего. 3 сентября 2015 года на портале сhange.org была размещена петиция с требованием изменения меры пресечения на заключение под стражу для подозреваемого, под которой подписалось более 130 тысяч человек; впоследствии она была доставлена в Следственный комитет.
7 сентября инициативная группа общественных активистов Новосибирска уведомила администрацию города о проведении 11 сентября пикета на площади Ленина с целью «привлечения общественного внимания к делу убийства Карины Залесовой» и «выражения общественного мнения касательно избранной судом меры пресечения для обвиняемого в тяжком уголовном преступлении». Мэр Новосибирска Анатолий Локоть не согласовал проведение пикета, однако общественникам было предложено перенести пикет на другую площадку в связи с проведением на площади молодёжного фестиваля «Краски осени». Удалось провести акцию только 7 октября, её посетило около 100 человек.
Впоследствии акции в поддержку объективного расследования дела Залесовой неоднократно проходили не только в Новосибирске, но и в Москве, Санкт-Петербурге, Екатеринбурге, а также у российского консульства в украинском Львове. Так, московский митинг 31 октября 2015 года собрал более 200 участников.
3 марта 2016 года с родителями Залесовой встретился председатель Следственного комитета Российской Федерации Александр Бастрыкин. На встрече также присутствовали руководитель Следственного управления Следственного комитета Российской Федерации по Новосибирской области Андрей Лелеко и общественный активист Нидаль Хаски. По словам Хаски, Бастрыкин раскритиковал работу новосибирских следователей. «Он дал следователям время — до апреля, к этому моменту они должны показать, что действительно занимаются расследованием этого случая», — приводила слова общественника газета «Комсомольская правда».